# Kaminaljuyú

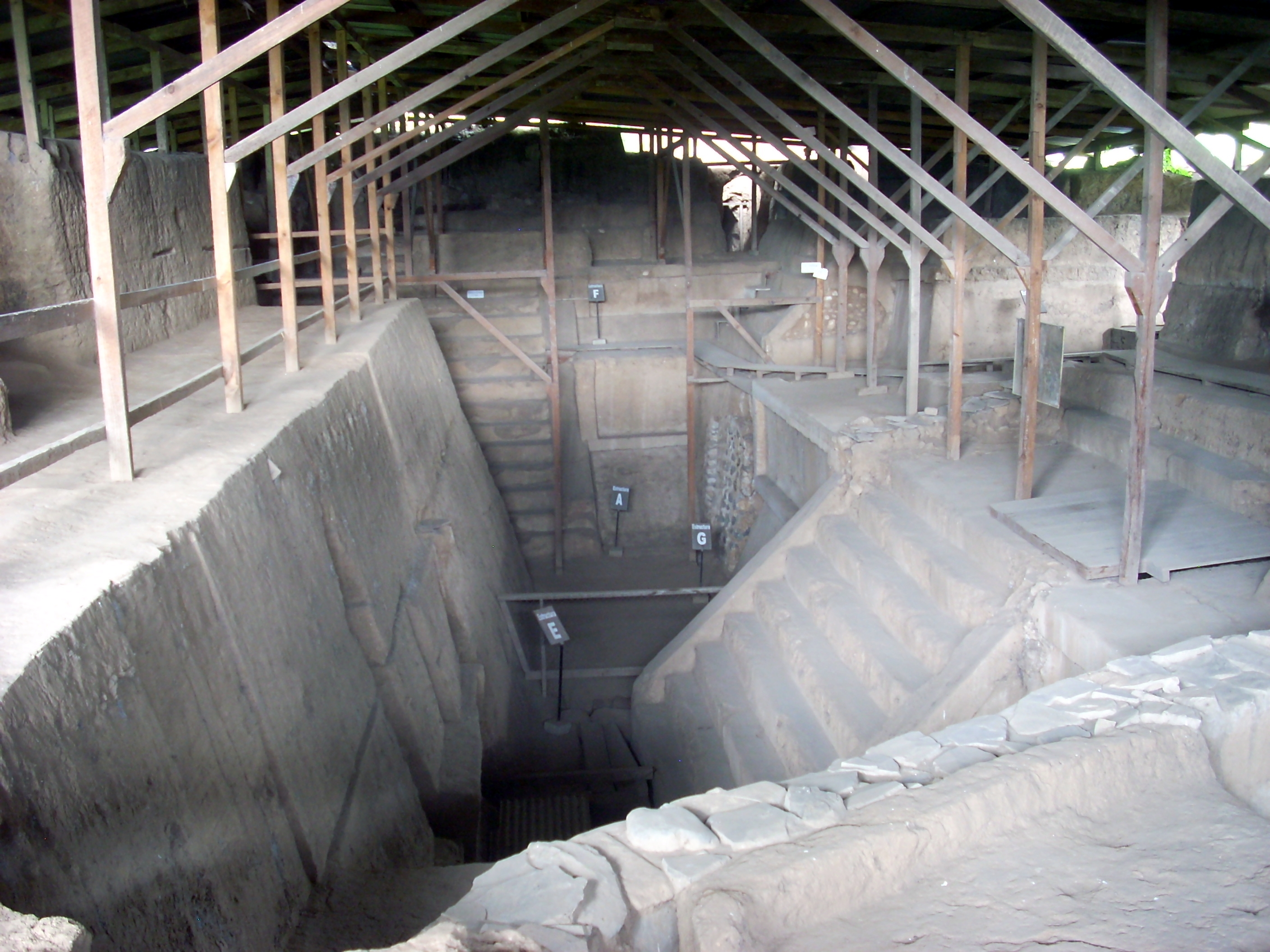
Wykopaliska archeologiczne na terenie Kaminaljuyú

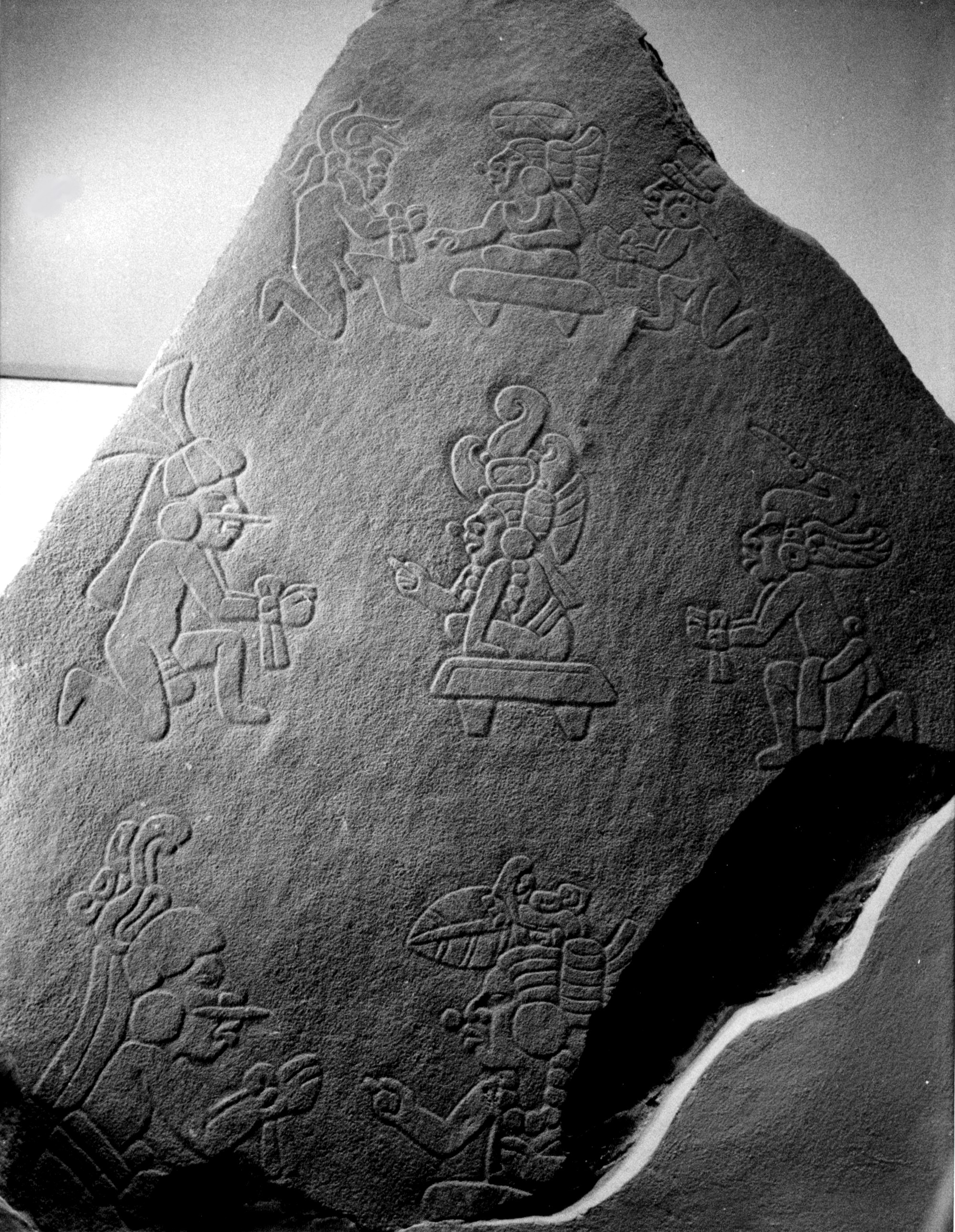
Znalezisko z terenu Kaminaljuyú

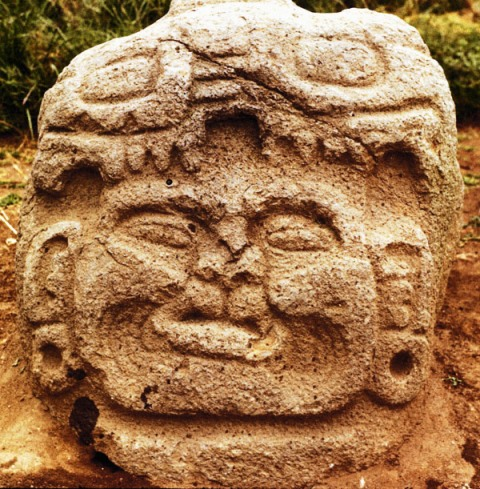
Rzeźba głowy z późnego okresu preklasycznego z Kaminaljuyú

Kaminaljuyú – osiedle prekolumbijskie położone w Gwatemali, jeden z głównych ośrodków cywilizacji Majów.
Ruiny Kaminaljuyú znajdują się w północno-zachodniej części współczesnego miasta Gwatemala. Przebadane zostały po raz pierwszy w 1925 roku przez Manuela Gamio i w 1927 roku przez C.A. oraz J.A. Villacortę. Kolejne prace na stanowisku prowadzono na zlecenie Carnegie Institution of Washington w latach 1935–1953 i w latach 70. XX wieku pod patronatem Pennsylvania State University.
Pierwsze ślady osadnictwa na terenie Kaminaljuyú pochodzą ze środkowego okresu formatywnego, ok. 1000 p.n.e. Miasto przeżyło szczyt swojego rozwoju w późnym okresie preklasycznym (ok. 400 p.n.e.–200 n.e.). Z jeziora Miraflores poprowadzono wówczas dwa kanały zaopatrujące w wodę pola uprawne usytuowane na południe od osady. Większy z kanałów miał 18 m szerokości, 8 m głębokości i długość 2 kilometrów. Pod koniec tego okresu Kaminaljuyú podupadło z powodu wysychania wody w jeziorze i zostało zasiedlone przez nową, napływową grupę ludności. Między 400 a 600 rokiem nastąpił ponowny wzrost miasta, które odzyskało status regionalnego ośrodka administracyjno-kultowego. Ceramika z tego okresu świadczy o utrzymywaniu ożywionej wymiany handlowej z ośrodkami na terenie środkowego Meksyku. Osada została porzucona przez mieszkańców w późnym okresie klasycznym, ok. 900 roku. Przyczyny tej decyzji są nieznane.
Położone na żyznej równinie nad brzegiem jeziora Miraflores miasto w szczytowym okresie zajmowało powierzchnię 5 km² i składało się z około 200 ziemnych kopców, na szczycie których znajdowały się wznoszone z drewna i gliny budowle, kryte strzechą. Znaczna część tych konstrukcji została bezpowrotnie zniszczona wraz z rozwojem przestrzennym miasta Gwatemala. Kopce, w formie konstrukcji schodkowych, usypywano z ziemi mieszanej z gliną i gruzem. Większość z nich wzniesiona została w późnym okresie preklasycznym, najwyższe mają wysokość dochodzącą do 20 metrów.